# Asplenium trudellii
Asplenium trudellii är en svartbräkenväxtart som beskrevs av Edgar Theodore Wherry. Asplenium trudellii ingår i släktet Asplenium och familjen Aspleniaceae. Inga underarter finns listade.

## Bildgalleri

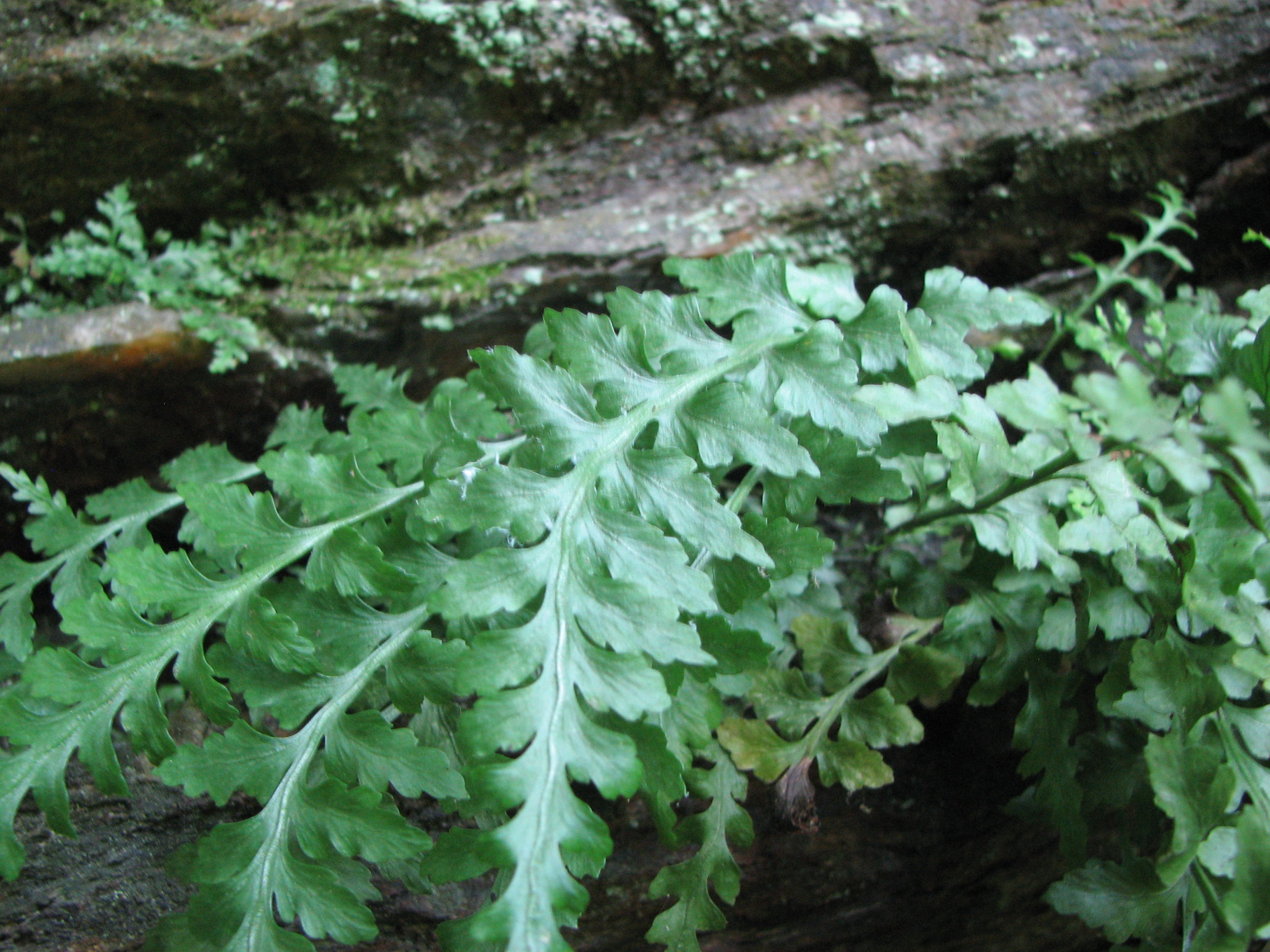